# Musique étrusque

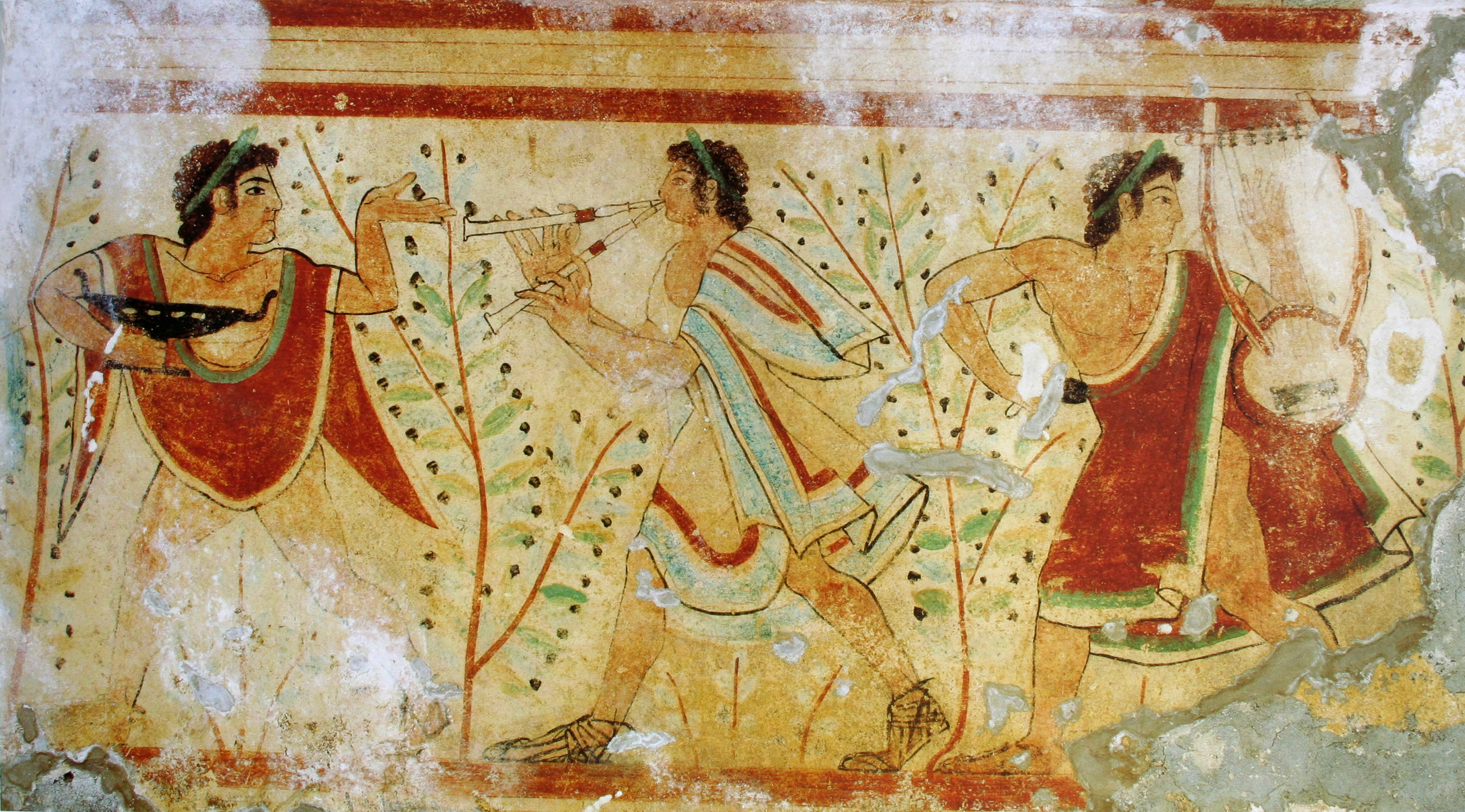
Tombe des Léopards, danseur et musiciens.

La musique étrusque.

## Description
Les informations trouvées sur la danse chez les Étrusques proviennent des tombes : fresques, dessins sur vases, inscriptions, sculptures, mobilier (Tombe des Léopards, Nécropole de Monterozzi, Tarquinia).
La musique était une forme d'art qui accompagnait la danse, les saltimbanques dans leurs exécutions, les cérémonies religieuses, les banquets et les fêtes, mais qui rythmait également des activités aussi diverses que le travail des cuisiniers (Tombe Golini I), les coups de fouet donnés aux esclaves, les combats de boxe ou les manœuvres militaires.
Elle faisait partie des ludi étrusques.

## Principaux instruments musicaux

### Les instruments à vent
Les Étrusques emploient ce qu'on à l'habitude de nommer aulos, un instrument à vent également attesté chez les Grecs (aulos) et les Romains (tibia),, de la famille organologique du hautbois,,,,, de perce cylindrique. Il était tellement lié aux Étrusques dans l'esprit des Anciens qu'Athénée de Naucratis rapporte que le philosophe athénien Polystratos était surnommé le Tyrrhénien, parce qu'il avait l'habitude de s'habiller en joueuse de flûte. L'écrivain latin Varron nous apprend que le mot subulo désigne les joueurs de flûte étrusques. Il existait à Rome un collège de joueurs de flûte étrusques (subulones en latin), dont le rôle était important dans les sacrifices. Tite-Live rapporte qu'un jour, mécontents de voir un de leurs privilèges supprimé, ils quittèrent la ville. Pour faire revenir ces musiciens dont on ne pouvait se passer lors des sacrifices, il fallut recourir à la ruse et leur restituer leur privilège.
Les Étrusques ont aussi recours à d'autres type aero-vibratoire, tels que le plagiaulos, la flûte de Pan (ou syrinx), la flûte d'albâtre, une sorte de cor mais munis d'une anche et le lituus, sorte de trompette militaire qui sert à coordonner les mouvements tactiques des navires étrusques,. 

Scènes sur céramiques peintes représentant des joueurs d'Aulos
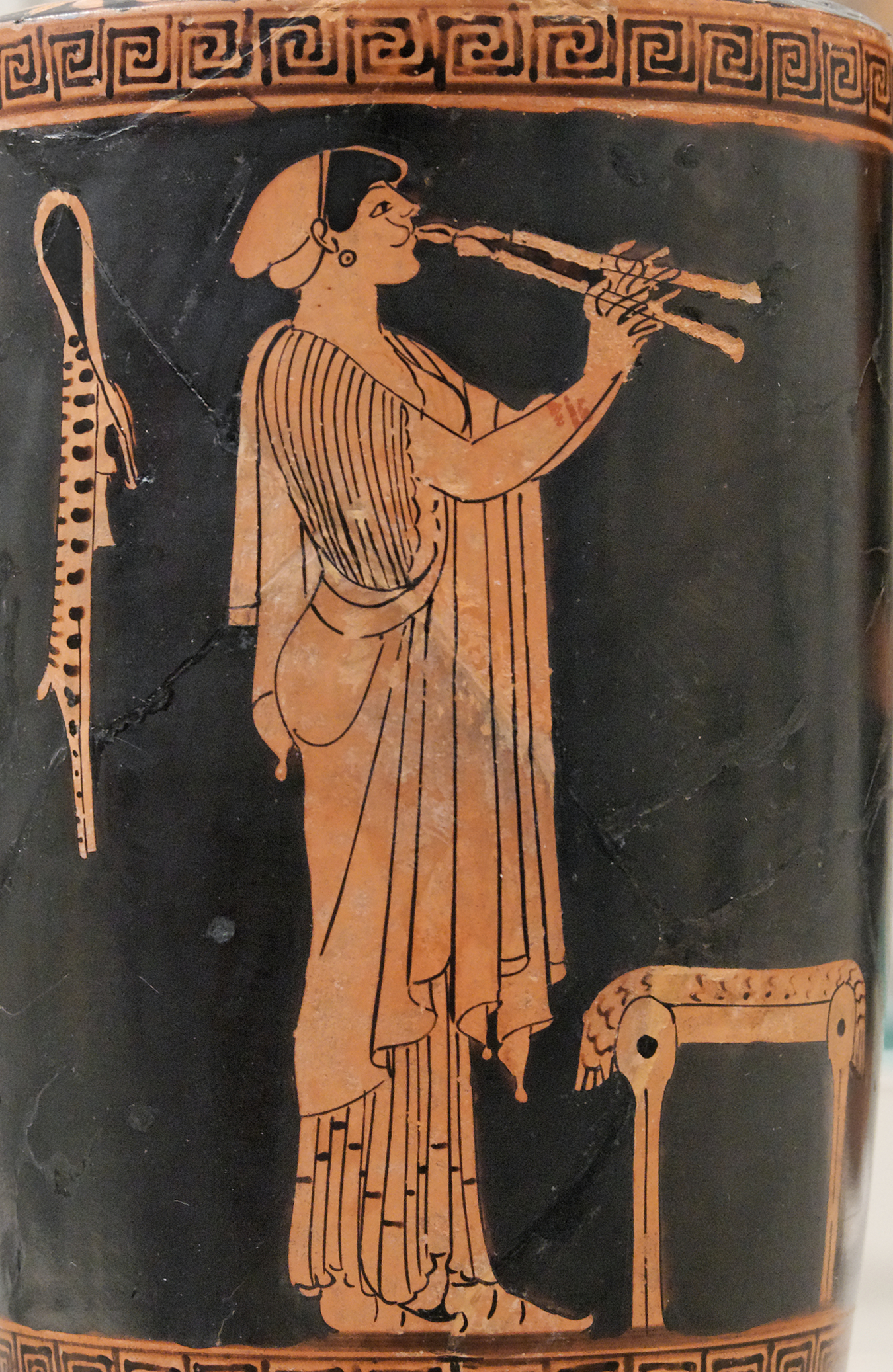
Joueuse d'aulos.
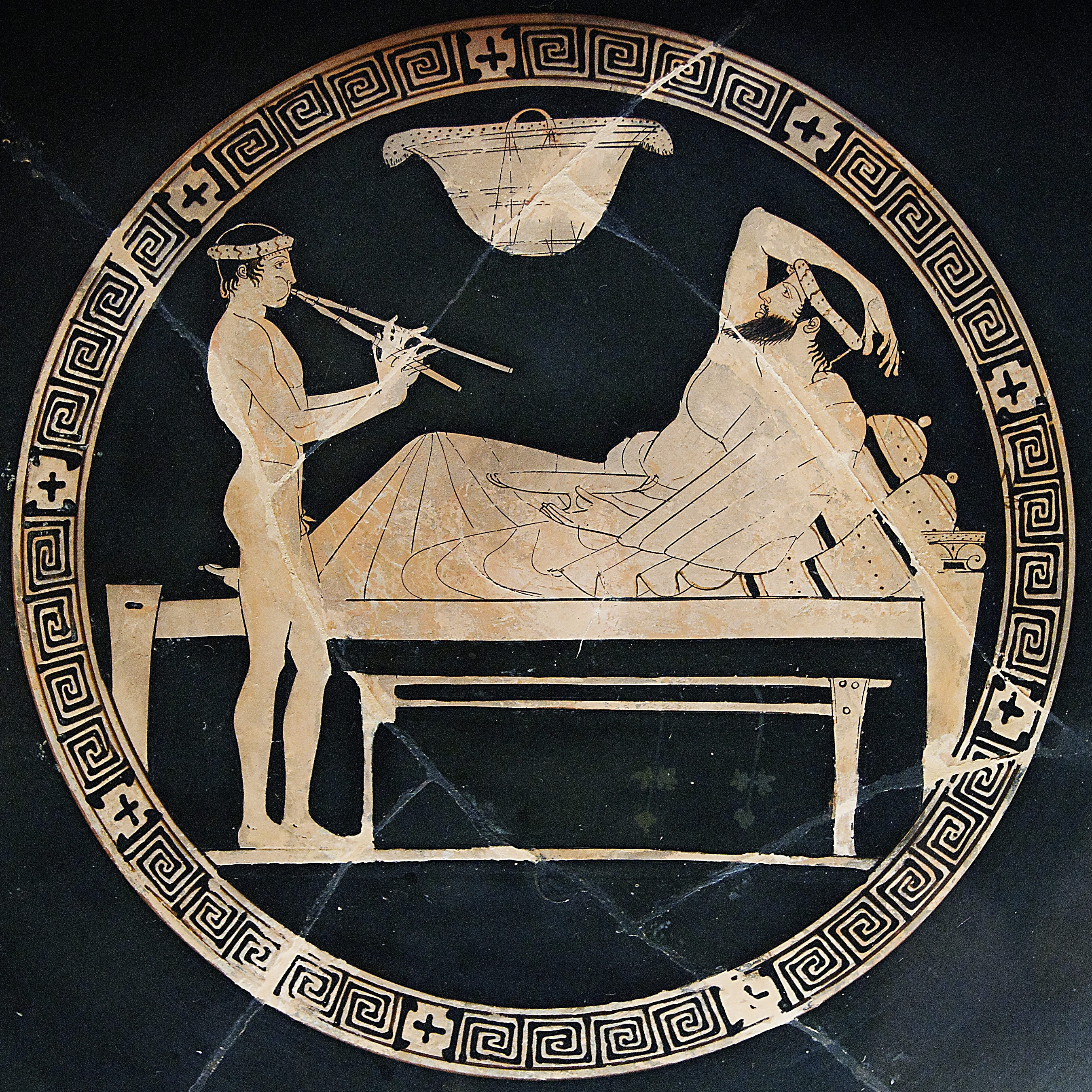
Scène du banquet d'Euialon.
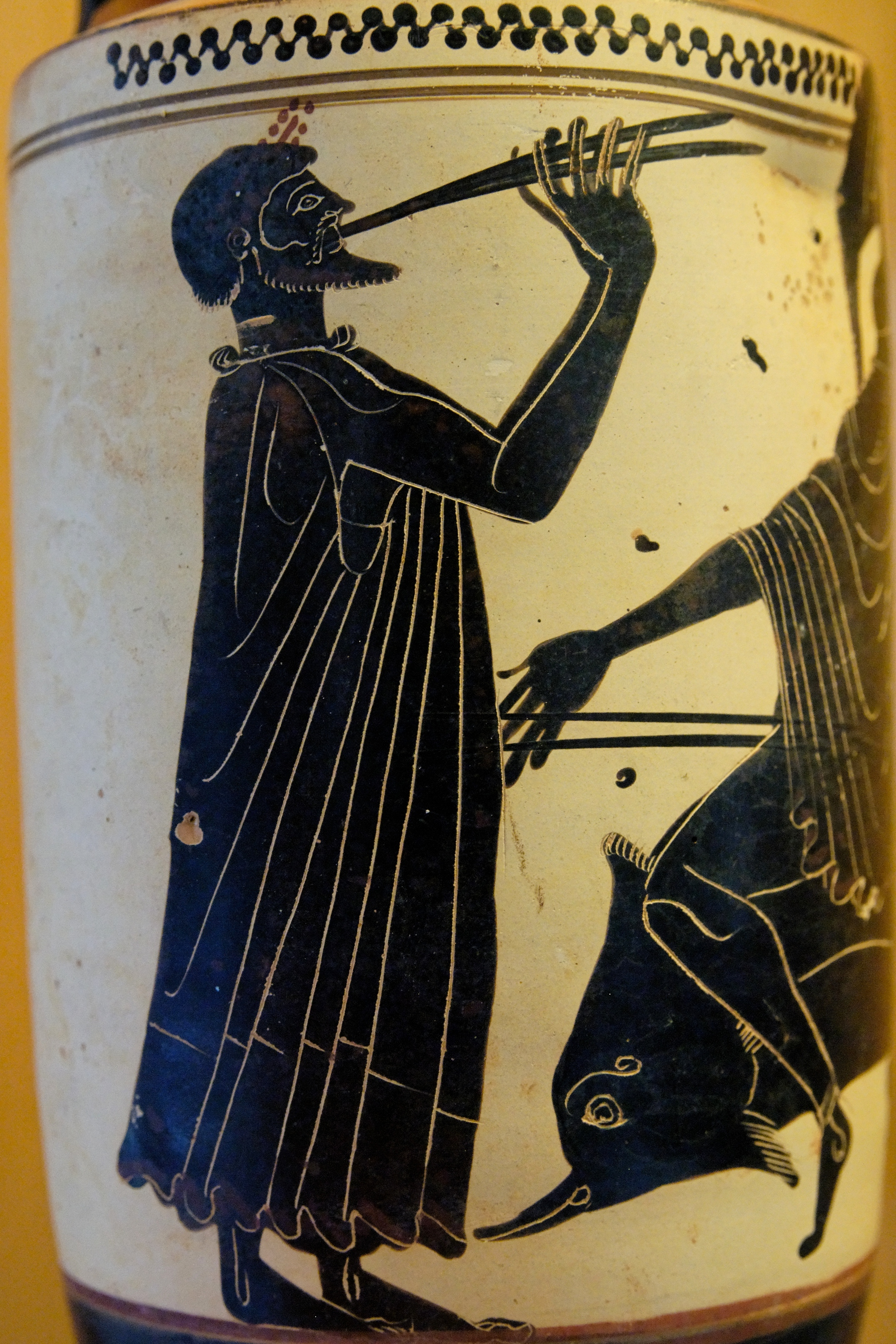
Joueur d'Aulos.
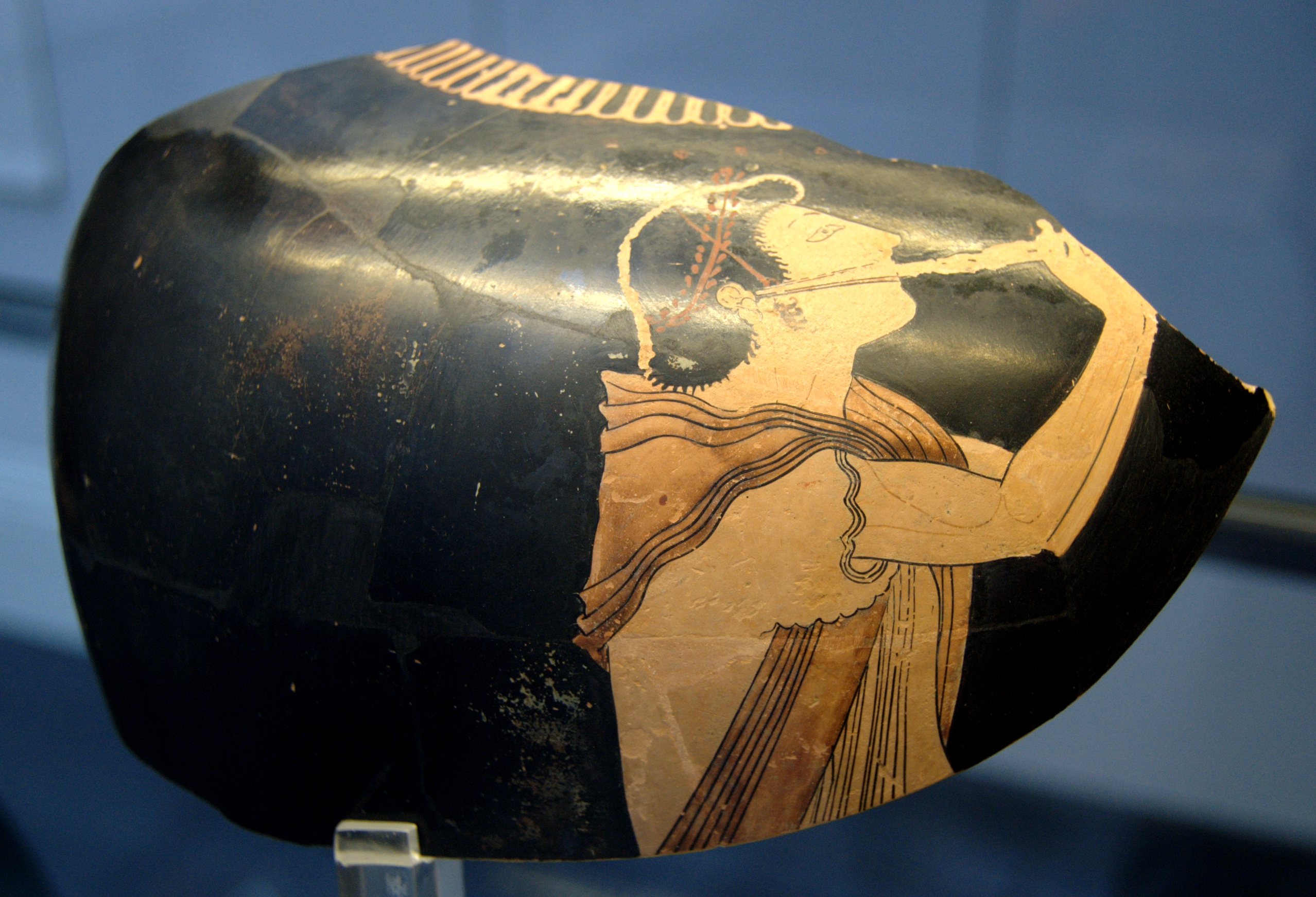
Id.
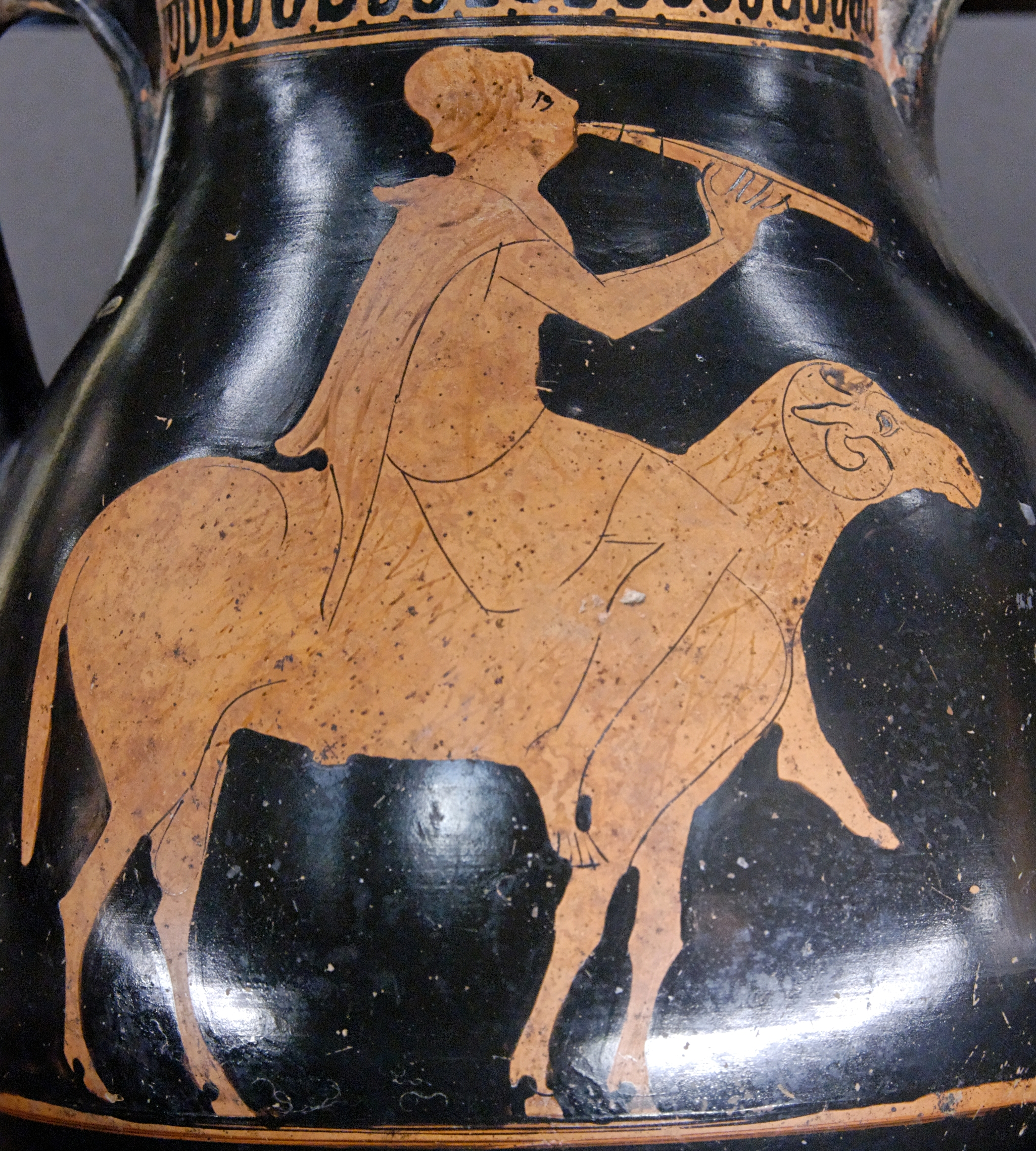
Id.

### Les instruments à corde
Les instruments de musique à caractère harmonio-vibratoire, tels que des lyres, des cithares et harpes sont également représentatifs de l'art musical étrusque,. 

### Les instruments à percussion
Un autre instrument de cette famille serait le buccin (à ne pas confondre avec la trompe du même nom), utilisé aussi pour des signaux à caractère guerrier,,. D'autres instruments à percussions sont attribués à l'art musical étrusque, notamment : le tintinnabulum, le tympanum et le crotale. Leur air musical syncopé s'harmonise particulièrement avec les sessions de « terripudium » ou "tripudium" (une danse effectué à trois temps.